# Термінал ЗПГ Мундра
Термінал ЗПГ Мундра — інфраструктурний об'єкт для прийому та регазифікації зрідженого природного газу, споруджений на заході Індії у штаті Гуджарат.
На початку 21 століття на тлі зростання енергоспоживання в Індії виник дефіцит природного газу, для покриття якого почали споруджувати термінали по прийому ЗПГ. Об’єкт у Мундрі став шостим за часом введення в дію (після терміналів ЗПГ Дахедж, Хазіра, Дабхол, Кочі та Енноре), п'ятим за часом спорудження і третім у Гуджараті. 
Проект реалізували ряд державних компаній штату на чолі з Gujarat State Petroleum Corp, які разом мають 50% участі, та власник порту Мундра компанія Adani Group, котрій дісталось 25% (ще 25% розподілені між приватними інвесторами). При цьому між головними учасниками в певний момент виникли суперечки щодо відшкодування Adani Group витрат на днопоглиблення та створення портових потужностей, а також щорічних орендних платежів за земельну ділянку, на якій знаходяться споруди терміналу. Як наслідок, хоча об’єкт досягнув будівельної готовності ще в середині 2018-го, проте він зміг прийняти перший вантаж ЗПГ лише у січні 2020-го (його доставив катарський ЗПГ-танкер Murwab).
Проектна потужність терміналу складає 5 млн.т на рік. Для зберігання ЗПГ споруджено два резервуари об'ємом по 160000 м3. Термінал здатен обслуговувати судна ємністю від 75000 до 260000 м3.
Після регазифікації блакитне паливо постачається до трубопроводної мережі через перемичку Мундра – Анджар довжиною 67 км та діаметром 900 мм. Далі ресурс може транспортуватись по трубопроводах Анджар – Чотіла та Анджар – Банаскантха, проте вони мають діаметр лише по 450 мм, що надає терміналу змогу приймати лише 1,5 млн тон ЗПГ на рік.  
В подальшому планується збільшити потужність терміналу до 10 млн.т.